# Campionato Goiano 2025
Il Campionato Goiano 2025 è stata l'82ª edizione della massima serie del campionato goiano. La stagione è iniziata il 15 gennaio 2025 e si è conclusa il 30 marzo successivo.

## Stagione

### Novità
Al termine della stagione 2024, sono retrocesse in Segunda Divisão Iporá e Morrinhos. Dalla seconda divisione, invece, sono state promosse Inhumas e ABECAT.

### Formato
Le dodici squadre si affrontano dapprima in una prima fase, consistente in un unico girone da dodici. Le prime otto classificate di tale girone, accederanno alla seconda fase che decreterà la vincitrice del campionato. Le ultime due classificate, retrocedono in Segunda Divisão.
La formazione vincitrice, potrà partecipare alla Série D 2026, alla Coppa del Brasile 2026 e alla Copa Verde 2026; la formazione vice-campione e la terza classificata, alla Série D e alla Coppa del Brasile. Nel caso le prime tre classificate siano già qualificate alla Série D, l'accesso alla quarta serie andrà a scalare.

## Risultati

### Prima fase
|  | Pos. | Squadra         | Pt | G  | V | N | P | GF | GS | DR  |
|  | ---- | --------------- | -- | -- | - | - | - | -- | -- | --- |
|  | 1    | Anápolis        | 23 | 11 | 7 | 2 | 2 | 15 | 7  | +8  |
|  | 2    | Vila Nova       | 22 | 11 | 6 | 4 | 1 | 10 | 5  | +5  |
|  | 3    | Atl. Goianiense | 19 | 11 | 5 | 4 | 2 | 14 | 8  | +6  |
|  | 4    | Goiás           | 18 | 11 | 5 | 3 | 3 | 11 | 7  | +4  |
|  | 5    | CRAC            | 17 | 11 | 4 | 5 | 2 | 10 | 7  | +3  |
|  | 6    | Inhumas         | 14 | 11 | 4 | 2 | 5 | 9  | 14 | -5  |
|  | 7    | Jataiense       | 13 | 11 | 4 | 1 | 6 | 13 | 13 | 0   |
|  | 8    | ABECAT          | 13 | 11 | 4 | 1 | 6 | 9  | 12 | -3  |
|  | 9    | Goiatuba        | 13 | 11 | 3 | 4 | 4 | 7  | 10 | -3  |
|  | 10   | Aparecidense    | 12 | 11 | 3 | 3 | 5 | 8  | 8  | 0   |
|  | 11   | Goianésia       | 10 | 11 | 2 | 4 | 5 | 11 | 14 | -3  |
|  | 12   | Goiânia         | 7  | 11 | 2 | 1 | 8 | 8  | 20 | -12 |

Legenda:
      Ammessa alla seconda finale.
      Retrocesse in Segunda Divisão 2026
Note:
Tre punti a vittoria, uno a pareggio, zero a sconfitta.

### Seconda fase
|  | Quarti di finale | Quarti di finale | Quarti di finale | Quarti di finale | Quarti di finale |  |  | Semifinali      | Semifinali      | Semifinali | Semifinali | Semifinali |   |   | Finale   | Finale   | Finale | Finale | Finale |  |
|  |                  |                  |                  |                  |                  |  |  |                 |                 |            |            |            |   |   |          |          |        |        |        |  |
|  | 6                | Inhumas          | 1                | 0                | 1                |  |  |                 |                 |            |            |            |   |   |          |          |        |        |        |  |
|  | 3                | Atl. Goianiense  | 1                | 2                | 3                |  |  | Atl. Goianiense | Atl. Goianiense | 2          | 2          | 4          |   |   |          |          |        |        |        |  |
|  | 8                | ABECAT           | 1                | 2                | 3 (4)            |  |  | Anápolis        | Anápolis        | 2          | 3          | 5          |   |   |          |          |        |        |        |  |
|  | 1                | Anápolis (dtr)   | 1                | 2                | 3 (5)            |  |  |                 |                 |            |            |            |   |   | Anápolis | Anápolis | 2      | 0      | 2      |  |
|  | 5                | CRAC             | 0                | 1                | 1 (1)            |  |  |                 |                 | Vila Nova  | Vila Nova  | 0          | 3 | 3 |          |          |        |        |        |  |
|  | 4                | Goiás(dtr)       | 0                | 1                | 1 (3)            |  |  | Goiás           | Goiás           | 0          | 0          | 0          |   |   |          |          |        |        |        |  |
|  | 7                | Jataiense        | 0                | 0                | 0                |  |  | Vila Nova       | Vila Nova       | 1          | 0          | 1          |   |   |          |          |        |        |        |  |
|  | 2                | Vila Nova        | 1                | 0                | 1                |  |  |                 |                 |            |            |            |   |   |          |          |        |        |        |  |

## Verdetti
- Vincitore del Campionato Goiano 2025:
- Ammesse alla Coppa del Brasile 2026: Anápolis, Vila Nova, Atl. Goianiense
- Ammesse alla Copa Verde 2026: Anápolis, Vila Nova, Atl. Goianiense
- Ammesse al Campeonato Brasileiro Série D 2026: CRAC, ABECAT, Inhumas
- Retrocesse in Segunda Divisão 2026: Goianésia, Goiânia